# 在日イラン人
在日イラン人（ざいにちイランじん、ペルシア語: ایرانیان مقیم ژاپن）は、日本に一定期間在住するイラン国籍の人のことである。ムスリム（イスラム教徒）が多数派を占める国出身の在日外国人の中では、在日トルコ人に次いで第6位の人口である。

## 統計
日本の法務省の在留外国人統計によると、2023年12月末時点で在日イラン人は4,313人である。
在留資格別（7位まで）
| 順位 | 在留資格                 | 人数  |
| ---- | ------------------------ | ----- |
| 1    | 永住者                   | 2,617 |
| 2    | 日本人の配偶者           | 311   |
| 3    | 留学                     | 293   |
| 4    | 家族滞在                 | 254   |
| 5    | 定住者                   | 227   |
| 6    | 技術・人文知識・国際業務 | 208   |
| 7    | 永住者の配偶者等         | 138   |

都道府県別（10位まで）
| 順位 | 都道府県 | 人数  |
| ---- | -------- | ----- |
| 1    | 東京     | 1,090 |
| 2    | 神奈川   | 593   |
| 3    | 埼玉     | 513   |
| 4    | 千葉     | 456   |
| 5    | 愛知     | 224   |
| 6    | 茨城     | 202   |
| 7    | 群馬     | 174   |
| 8    | 大阪     | 172   |
| 9    | 栃木     | 138   |
| 10   | 兵庫     | 104   |

## 歴史

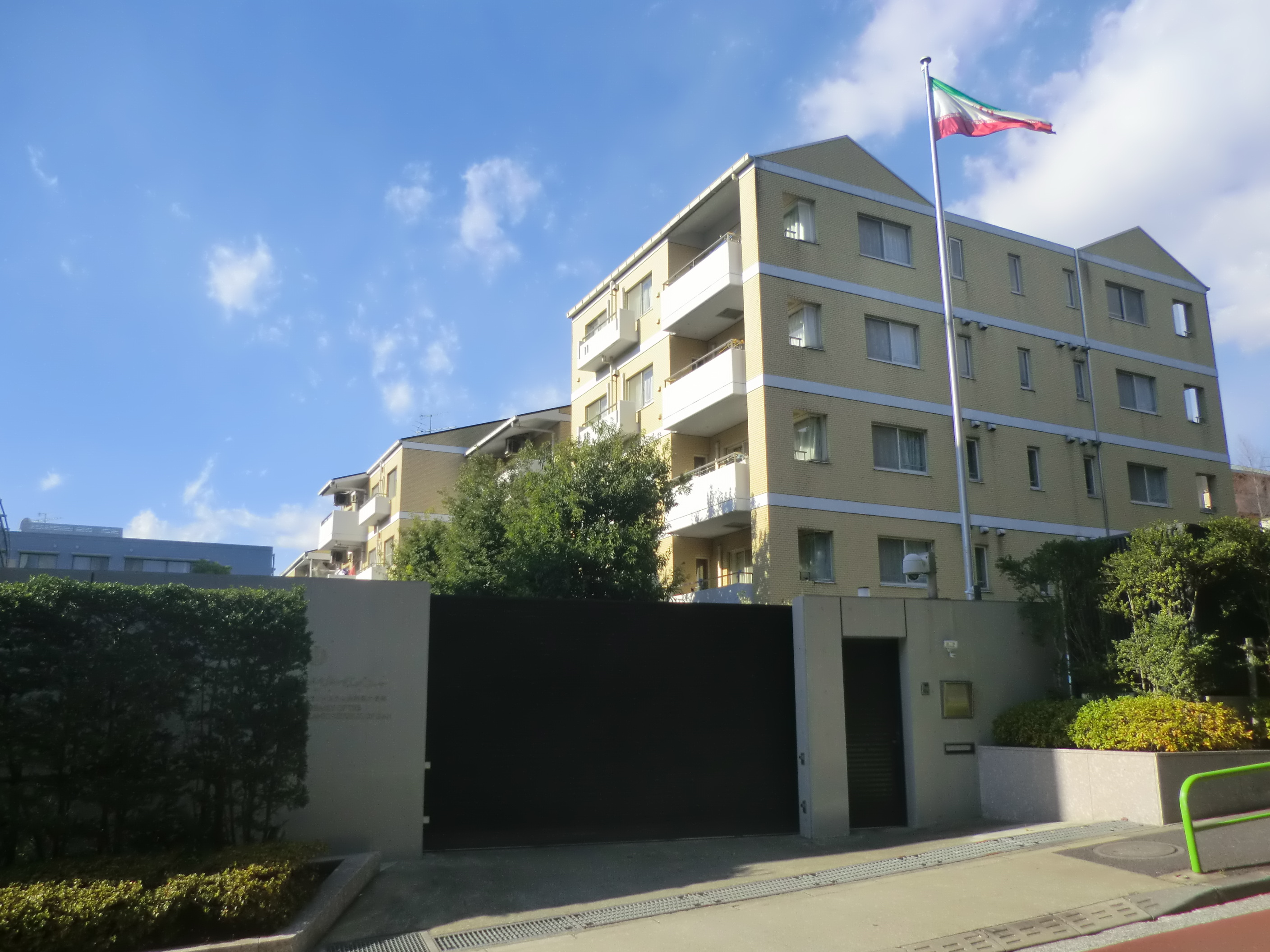
在日イラン大使館

日本におけるイラン人数が急増するのは1988年のイラン・イラク戦争休戦後のことである。日本とイランは1974年にビザ相互免除協定を締結しており、日本への出入国に際してビザがいらなかった。日本の良好な経済状態についての話が広まり、ビザ相互免除協定を利用して日本へ渡航し、職を見つけ居住するイラン人が増加していった。イランと比較して高かった日本の賃金水準、そして比較的取り締まりの緩い出入国管理政策がイラン人を引きつけたのである。最多期の1992年には不法滞在者数が40,001人（5月1日時点）を数えていた。この時期、イラン航空の東京便は週1便であり、最多期には日本への渡航を希望する者はかなり前からの予約が必要なほどであった。
しかし1992年、経済状況の悪化や不法滞在者増加等を一因として、日本はイランとのビザ相互免除協定を終結。不法残留者の国外退去に向けて本格的に対処に乗り出した。ごく少数のイラン人が密入国斡旋業者を利用して日本への入国をおこなったものの、国外退去者数と比較して少数であり、日本におけるイラン人数は以降劇的に減少した。

## 最多期における在日イラン人の概況
他のムスリム諸国からの労働者と同じく、ほとんどの在日イラン人は中年層である。20歳代以下が6％、50歳代以上が3％であるのに対し、30歳代および40歳代が76％である。圧倒的大多数が男性で、20代30代の大部分は単身者で、日本渡航以前に海外旅行の経験をもたない。また既婚者であっても一般的に渡航に家族を伴っていない。在日イラン人のほとんどは渡航以前にはイランの都市居住者で、テヘラン南部地区や東アーザルバーイジャーン州(東アゼルバイジャン州)からの者が多い。言語では前者はペルシア語話者、トルコやアゼルバイジャンに隣接する後者はテュルク語（アゼリー語）話者が代表的。教育水準については、日本へのイラン人渡航者は他のムスリム集団、たとえばバングラデシュ人と比較して低い。帰国した120人の元在日イラン人を対象とした調査では、大学ないし大学院教育経験者は2％以下で、73,1%が第三段階で教育終了であった。日本滞在中、平均月712ドルを送金している。雇用先は大部分が建設産業であった。しかしバブル崩壊後、建設関連の雇用機会は減少し、駅周辺での無店舗小売りに転じた。携帯電話が普及する以前、日本人が作った違法テレホンカードを売却する犯罪者が増え、イラン人は不法入国者で非合法な活動による利益で生活していると認識されるようになった。。

### コミュニティ空間
イラン人コミュニティの集う拠点として最初に利用されたのは公園である。代表的なものに上野公園と代々木公園（原宿）があった。公園では、在日イラン人が輸入イラン製品を小さな屋台で売り、新規渡航者に仕事を斡旋する日本人・イラン人ブローカーに接触することもできた。しかし周辺住民の不満と、公園における違法テレホンカード販売などに対するメディアの否定的報道は公園での警察の介入を招くことになった。また入国管理局も不法残留者の検挙・取り締まりを定期的に公園で実施するようになる。この結果イラン人自身が公園を避けるようになった。また彼らは定期的に公園に集まるイラン人と同定されることを嫌った。こうして在日イラン人コミュニティにおける公園の重要性は失われることになったのである。
ほかにコミュニティ空間としての利用がモスクである。イラン本国同様、在日イラン人の大部分はシーア派ムスリムである。日本への渡航が始まった当初にはモスクを設立することが間に合わず、東京のイラン大使館の礼拝所を用いていた。東京都中央区日本橋小伝馬町にもモスクが設置されている。管理委員会はイラン人が多いが、他国籍人も参画している。モスクは非イスラーム的休日、特にノウルーズなどでもコミュニティの集う場所として用いられている。シーア派の日本人聖職者が婚姻・離婚手続きを執り行う組織もある。

### イランへの帰国
在留期間の経過（超過滞在）、在留期間更新の不許可及び不法滞在の摘発により、日本に残留していたイラン人の多くはイランへ帰国した。最盛期には4万人以上を数えた在日イラン人も、主に日本国民と結婚した者、および雇用主が在留資格の取得を支援したごく少数が日本に残り、ほとんどが合法的滞在者のみとなった。1992年にはイラン人不法滞在者数は累積的出入国記録に基づく調査で推定32,994人、日本における不法滞在者で最大の割合を占めた。しかしその後の不法滞在者取り締まりの積極化により、2000年には5,821人と82％以上の減少をみせ、2013年に4,000人を切るなどイラン人コミュニティの規模は10分の1程度までに縮小した。彼らの滞日年数は平均4年、この間の本国送金は33,680ドルであった。大部分の場合、この資金によりイランで自宅を購入したり、あるいは事業を興している。海外での労働賃金は社会流動性にかなりの影響を与えている。120人の帰国者を対象とした調査では57%が事業資金として賃金を用いて自営業者となっているが、渡航前は農民あるいは非熟練労働者であった。
不法滞在イラン人数の推移
| 年次   | 人数   |
| ------ | ------ |
| 1990年 | 764    |
| 1991年 | 10,915 |
| 1992年 | 40,001 |
| 1993年 | 28,437 |
| 1994年 | 18,009 |
| 1995年 | 14,638 |
| 1996年 | 13,241 |
| 1997年 | 11,303 |
| 1998年 | 9,186  |
| 1999年 | 7,304  |
| 2000年 | 5,824  |
| 2001年 | 4,335  |

- 出典[19][20]

## 著名人
便宜的にイラン系日本人も含む。
- KENTA（元俳優）
- May J.（歌手）
- イザディ・モバラケ・アミル・マハディ（タレント、アティエの実弟）
- インゴ（タレント、俳優）
- エマミ・シュン・サラミ（お笑いコンビデスペラード）
- 大野アティエ（タレント、アミルの実姉）
- サヘル・ローズ（タレント）
- シリン・ネザマフィ（文学界新人賞受賞者）
- ダルビッシュ有（プロ野球選手：日本国籍）
- デビット・ホセイン（タレント、元アマチュアレスリング選手）
- 長谷川アーリアジャスール（プロサッカー選手）
- ハニホー・ヘニハー（タレント、俳優）
- ユセフ・ロットフィ（俳優）
- ランディ・マッスル（タレント）
- 日部慈安（日本人化したイラン系フランス人、協和キリン取締役）
- 鈴木みな・まりあ（タレント）
- 大野りりあな(子役)